# Bill Buell
Bill Buell (Taipei, 21 settembre 1952) è un attore statunitense.
Ha lavorato a lungo a Broadway, sia in opere teatrali come Equus e Gli studenti di storia, che in musical come Titanic e The Who's Tommy.

## Filmografia parziale

### Cinema
- Wind - Più forte del vento (Wind), regia di Carroll Ballard (1992)
- Miracolo nella 34ª strada (Miracle on 34th Street), regia di Les Mayfield (1994)
- Fuga dalla scuola media (Welcome to the Dollhouse), regia di Todd Solondz (1995)
- La lettera d'amore (The Love Letter), regia di Peter Chan (1999)
- Requiem for a Dream, regia di Darren Aronofsky (2000)
- Spy Game, regia di Tony Scott (2001)
- Palindromes, regia di Todd Solondz (2004)
- Kinsey, regia di Bill Condon (2004)
- Il coraggio di cambiare (Duane Hopwood), regia di Matt Mulhern (2005)
- Dark Water, regia di Walter Salles (2005)
- Across the Universe, regia di Julie Taymor (2007)
- The Good Heart - Carissimi nemici (The Good Heart), regia di Dagur Kári (2009)
- The Box, regia di Richard Kelly (2009)
- God's Pocket, regia di John Slattery (2014)
- Ben is Back, regia di Peter Hedges (2018)

### Televisione
- Law & Order - I due volti della giustizia (Law & Order) - serie TV, 3 episodi (1993-2009)
- Sentieri (The Guiding Light) - serie TV, 1 episodio (1999)
- Cosby - serie TV, 1 episodio (1999)
- Ed - serie TV, 1 episodio (2000)
- 100 Centre Street - serie TV, 1 episodio (2001)
- Curb Your Enthusiasm - serie TV, 1 episodio (2004)
- Law & Order - Unità vittime speciali (Law & Order: Special Victims Unit) - serie TV, 1 episodio (2005)
- John Adams - serie TV, 1 episodio (2008)
- Boardwalk Empire - L'impero del crimine (Boardwalk Empire) - serie TV, 1 episodio (2010)
- 30 Rock - serie TV, 1 episodio (2011)
- Blue Bloods - serie TV, 1 episodio (2012)
- Elementary - serie TV, 1 episodio (2013)
- Seven Seconds - serie TV, 2 episodi (2018)
- Sneaky Pete - serie TV, 1 episodio (2018)
- Daredevil - serie TV, 1 episodio (2018)

## Doppiatori italiani
Nelle versioni in italiano delle opere in cui ha recitato, Bill Buell è stato doppiato da:
- Luca Biagini in Fuga dalla scuola media
- Angelo Nicotra in Spy Game
- Alberto Caneva in The Good Heart - Il coraggio di cambiare
- Mino Caprio in Blue Bloods
- Carlo Valli in God's Pocket
- Giovanni Petrucci in Sneaky Pete